# سیامک حریری
سیامک حریری، مهندس و معمار ایرانی‌تبارِ کانادایی است. شهرت او به خاطر معماری و طراحی مشرق‌الاذکار سانتیاگو (نخستین معبد بهائیان در آمریکای جنوبی) است.
وی از دانش‌آموختگان دانشگاه واترلو و دانشکده معماری دانشگاه ییل است.

## نگارخانه

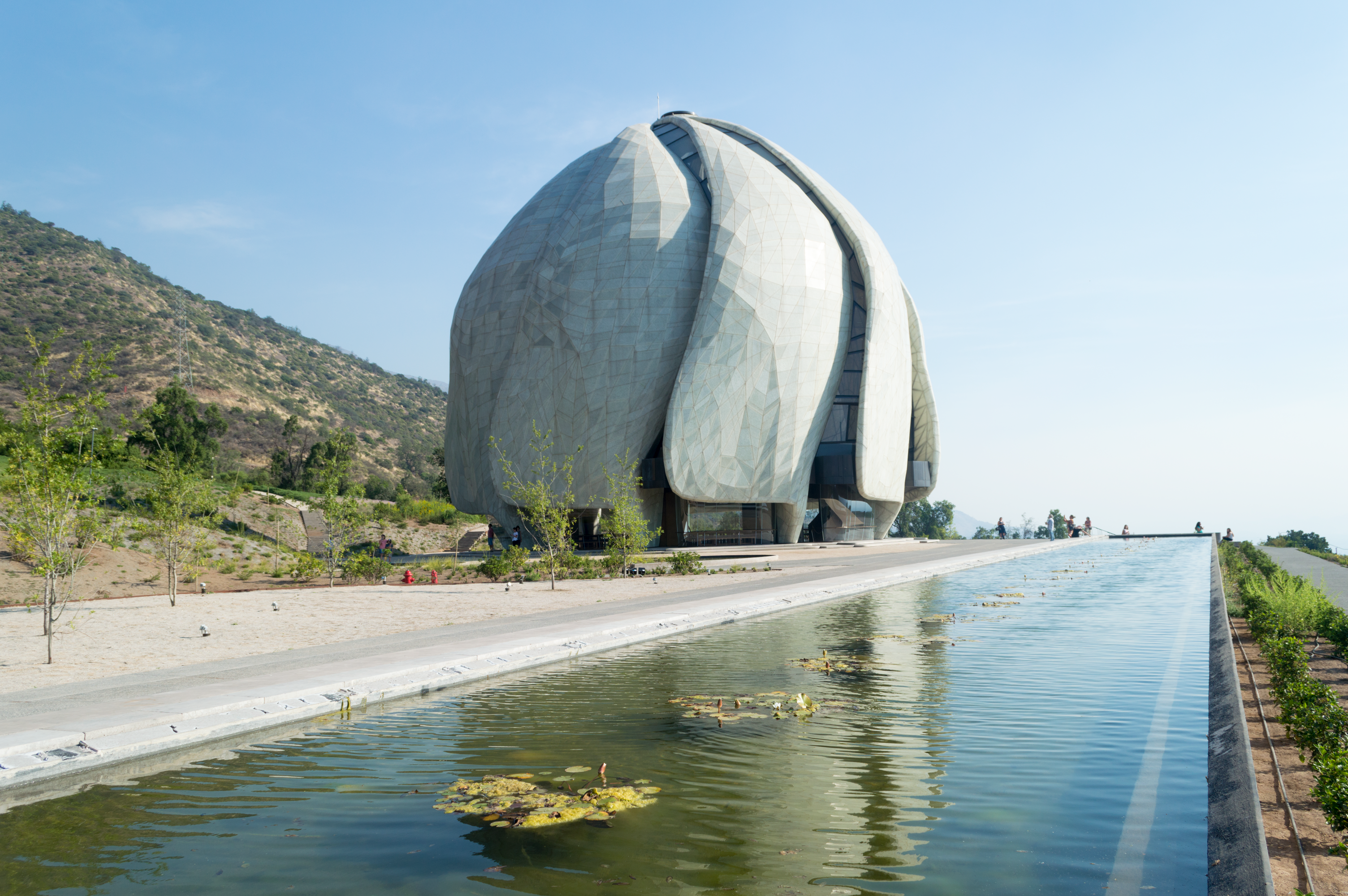
مشرق‌الاذکار سانتیاگو
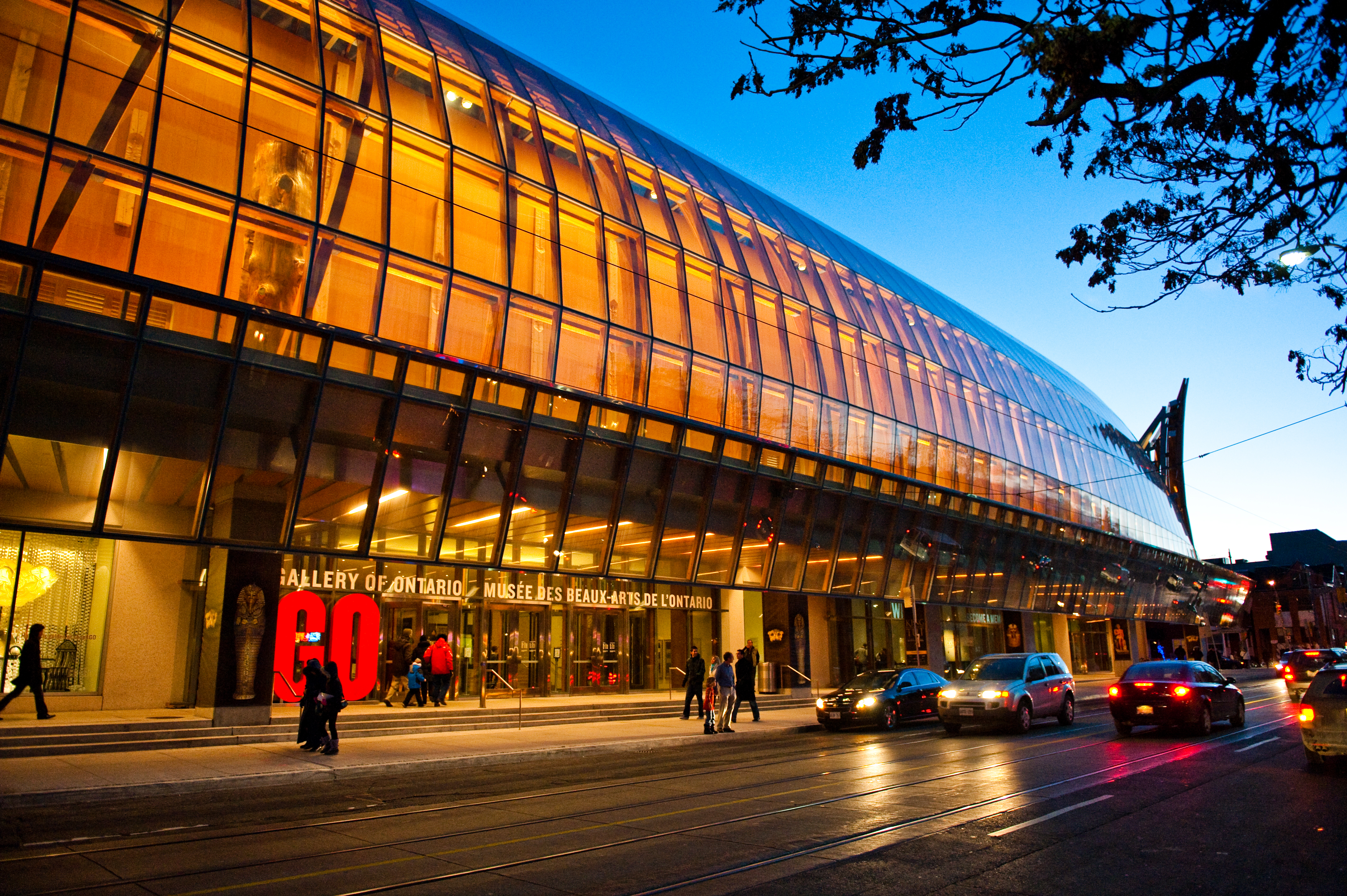
گالری هنر اونتاریو